# 透明人間と蝿男
『透明人間と蝿男』（とうめんにんげんとはえおとこ）は、1957年8月25日公開の大映製作の特撮映画。モノクロ作品。
併映は『赤胴鈴之助 飛鳥流真空斬り』と『頭突きと空手チョップ』。
宇宙線研究の過程で発見された透明光線によって透明人間となった刑事と、旧日本軍の開発した薬品によりハエの大きさになった殺人犯・蝿男との戦いを描く。
資料によっては、「ハリウッドの『蝿男の恐怖』に先行する世界初の蝿男映画」とも称されている。後年には衛星劇場でも放送された。

## スタッフ
- 製作：永田秀雅
- 企画：米田治
- 原案：山野利一
- 脚本：髙岩肇
- 撮影：村井博
- 録音：飛田喜美雄
- 照明：米山勇、佐藤寬
- 美術：後藤岱二郎
- 特殊技術：的場徹
- 音響効果：花岡勝次郎
- スチール：宮崎忠男
- 音樂：大久保徳二郎
- 編集：名取功男
- 助監督：石田潔
- 製作主任：奈良原義雄
- 振付：小川卓爾
- 監督：村山三男

## キャスト
- 若林（捜査一課長）：北原義郎
- 早川章子：叶順子
- 月岡博士：品川隆二
- 美恵子：毛利郁子
- 杉本：鶴見丈二
- 葉山刑事：浜口喜博
- 早川博士：南部章三
- 警視総監：見明凡太朗
- 楠木（蝿男）：伊沢一郎
- 山田：中条静夫
- 羽島：杉田康
- 多田部長刑事：花布辰男
- 黒木：春本富士夫